# La Veine d'Anatole
Pour plus de détails, voir Fiche technique et Distribution.
La Veine d'Anatole (ou Le Gros Lot) est un film français réalisé par Maurice Cammage en 1933.

## Fiche technique
- Titre : La Veine d'Anatole ou Le Gros Lot
- Réalisation : Maurice Cammage
- Scénario, adaptation et dialogue : Jean Manse, Maurice Cammage
- Photographie : Géo Clerc
- Musique : Paul Devred
- Production : Les Films K.F
- Format : Noir et blanc - Son mono - 1,37:1
- Genre : Comédie
- Durée : 80 min
- Date de sortie : 1933

## Distribution
- Alice Tissot
- Max Lerel
- Hubert Daix
- Georges Bever
- Monette Dinay
- Gaby Basset
- Louis Florencie
- Fernandel
- Mony Casty
- Dolly Davis
- Jean Valroy